# Muhammad ibn Ishaq ibn Ghaniya
Muhammad ibn Ishaq ibn Ghaniya, arabisch محمد بن إسحاق بن غانية, DMG Muḥammad b. Isḥāq b. Ġānīya, war zweimal für kurze Zeit als Muhammad II. Emir im Taifa-Königreich von Mallorca.

## Abstammung

Stammbaum der Ghaniyidenherrscher

Muhammad ibn Ishaq ibn Ghaniya war einer der Söhne von Ishaq ibn Muhammad ibn Ghaniya (1155 bis 1183).

## Leben
Nach dem Tod seines Vaters im Jahr 1183 übernahm Muhammad als Emir die Herrschaft im Taifa-Königreich von Mallorca. Da er den unentwegt anbrandenden Angriffen der Almohaden nicht länger widerstehen konnte, zog er es im Jahr 1184 vor, sich ihrem Kalifen Abu Yaqub Yusuf I. zu unterwerfen. Dieser überließ dem Ghaniyiden seine örtliche Herrschaftsgewalt, gesellte ihm aber seinen Legat Ali ibn Reverter  (auch Ali ibn Rubaytir oder Ruburtayr) bei, einen ehemaligen Söldner katalanischen Ursprungs.
Eine Volkserhebung im Jahr 1184 retablierte die Macht der Ghaniyiden, die Almohaden wurden vertrieben und Ali ibn Reverter gefangen genommen. Emir wurde aber jetzt Ali ibn Ishaq ibn Ghaniya, ein Bruder Muhammads. Ali brachte alle seine Parteigänger zusammen und entschloss sich, nach Nordafrika überzusetzen, um dort die Almohaden anzugreifen. Die Regierungsgeschäfte auf Mallorca überließ er während seiner Abwesenheit seinem Bruder Talha ibn Ishaq ibn Ghaniya. 
Sobald jedoch die almoravidischen Streitkräfte Alis nach Nordalgerien abgesegelt waren, gelang es Muhammad, der während der Erhebung ebenfalls  eingekerkert worden war, sich zusammen mit Ali ibn Reverter wieder  aus dem Gefängnis zu befreien. Er wiegelte dann die Bevölkerung zu einer Revolte auf, welche von Erfolg gekrönt war und Talha stürzen konnte. Hierdurch kehrte Muhammad im Jahr 1185 erneut auf den Thron zurück, den er dann bis 1187 behalten sollte, musste sich aber in dieser Zeit formell den Almohaden unterwerfen. Nachdem die Almohaden Abu l-Abbas as-Siqilli als neuen Gouverneur geschickt hatten, sah sich Muhammad sämtlicher Macht beraubt. Gegen den Rat seiner älteren Familienmitglieder suchte er daraufhin, ein Bündnis mit Alfons II. einzugehen.
Während dieser beiden Jahre (1185 bis 1187) herrschten auf den Balearen faktisch die Almohaden unter Abu l-Abbas. Die Inseln wurden jedoch im Jahr 1187 von Abd Allah ibn Ishaq ibn Ghaniya, der aus Nordafrika zurückgekehrt war, für die Ghaniyiden wieder erobert. Muhammad wich seinerseits nach Afrika aus, schloss sich seinem Bruder Ali an und beteiligte sich am 14. Juni 1187 an der Schlacht in der Ebene von al-Umra, bei der er den Tod fand.
| Vorgänger                      | Amt                         | Nachfolger                    |
| ------------------------------ | --------------------------- | ----------------------------- |
| Ishaq ibn Muhammad ibn Ghaniya | Emir von Mallorca 1183–1184 | Ali ibn Ishaq ibn Ghaniya     |
| Talha ibn Ishaq ibn Ghaniya    | Emir von Mallorca 1185–1187 | Taixfin ibn Ishaq ibn Ghaniya |

| Personendaten    | Personendaten                  |
| ---------------- | ------------------------------ |
| NAME             | Muhammad ibn Ishaq ibn Ghaniya |
| ALTERNATIVNAMEN  | Muhammad II.                   |
| KURZBESCHREIBUNG | Emir von Mallorca              |
| GEBURTSDATUM     | 12. Jahrhundert                |
| STERBEDATUM      | 1187                           |